# شيرين سيف النصر
شيرين سيف النصر (27 نوفمبر 1967 - 13 أبريل 2024)، ممثلة مصرية.

## عن حياتها
ولدت في الأردن لأب مصري هو الصحفي إلهام سيف النصر يعود أصله إلى الصعيد، وأم فلسطينية من عائلة هاشم المقدسية.
في عام 1991 تخرَّجت في كلية الحقوق جامعة عين شمس، وعاشت في فرنسا بضع سنوات حيث التقى بها الفنان يوسف فرنسيس في أثناء عمله هناك في السفارة المصرية وقدَّمها للسينما، ثم عملت بعد ذلك في التلفزة. اعتزلت الفن عام 1996 بعد زواجها، لكنها عادت مرَّة أخرى للفن بعد الطلاق. وفي عام 2011 تركت الفن مجددًا بعد هجرتها إلى الأردن.

## حياتها الأسرية
تزوَّجت ثلاث مرات، الأولى رجلَ الأعمال السعودي عبد العزيز الإبراهيم، شقيق وليد الإبراهيم صاحب محطة إم بي سي. والثانية المطربَ مدحت صالح إلا أن زواجها انتهى بالطلاق بعد أربعة أشهر. وفي 5 ديسمبر 2010 عُقد قرانها على طبيب التجميل رائف الفقي، واستمرَّ زواجهما عدَّة أشهر قبل إعلانهما الانفصال. وبعد طلاقها توفيت والدتها ممَّا سبَّب لها أزمة نفسية بالغة.

## أعمالها

### في السينما
| سنة الإنتاج | الفيلم             | الشخصية |
| ----------- | ------------------ | ------- |
| 1990        | الأستاذ            | دولت    |
| 1992        | البحث عن طريق آخر  | كاتيا   |
| 1992        | البلدوزر           | شيرين   |
| 1992        | أحلامنا الحلوة     |         |
| 1993        | سفينة الحب والعذاب | سميرة   |
| 1994        | كلهم في جهنم       | نيفين   |
| 1994        | سواق الهانم        | أفكار   |
| 1996        | النوم في العسل     | سلمى    |
| 2002        | أمير الظلام        | علياء   |

### في المسرح
| سنة الإنتاج | المسرحية          | الشخصية |
| ----------- | ----------------- | ------- |
| 1990        | خد بالك من عيالك  |         |
| 1992        | لعبة الحب والجنان |         |
| 1999        | بودي جارد         |         |

### في التلفزة
| سنة الإنتاج | اسم المسلسل                  | الشخصية         |
| ----------- | ---------------------------- | --------------- |
| 1992        | العرضحالجي                   |                 |
| 1993        | غاضبون وغاضبات               |                 |
| 1993        | مذكرات شوشو                  |                 |
| 1995        | المال والبنون - الجزء الثاني | أميرة           |
| 1995        | على باب الوزير               | نورا            |
| 1995        | شقة الحرية                   |                 |
| 1996        | من الذي لا يحب فاطمة         | مارجريت / فاطمة |
| 1996        | النوارس والصقور              |                 |
| 1997        | المتهم بريء                  |                 |
| 1997        | اللص الذي أحبه               | رشا             |
| 2000        | الوشاح الأبيض                | درية            |
| 2001        | صراع الأقوياء                |                 |
| 2001        | البيضاء                      |                 |
| 2007        | أصعب قرار                    |                 |

## وفاتها
توفيت شيرين سيف النصر فجر يوم السبت 4 شوال 1445هـ الموافق 13 أبريل (نَيْسان) 2024، بسبب هبوط حاد في الدورة الدموية. ودُفنت بعد صلاة العصر في مقابر الأسرة بمدافن الإمام الشافعي.

## وصلات خارجية
- شيرين سيف النصر على موقع IMDb (الإنجليزية)
- شيرين سيف النصر على موقع الدهليز
- شيرين سيف النصر على موقع قاعدة بيانات الأفلام العربية
- شيرين سيف النصر على موقع قاعدة بيانات الفيلم (الإنجليزية)